# Loire-Nieuport LN 161
Il Loire-Nieuport LN-161 fu un aereo da caccia monomotore ad ala bassa sviluppato dall'azienda francese Société anonyme Loire-Nieuport, verso la metà degli anni trenta del XX secolo e rimasto allo stadio di prototipo.

## Storia del progetto
La serie di caccia LN 160/161 venne progettata alla metà negli anni trenta del XX secolo dalla fabbrica Nieuport-Loire, sulla base delle specifiche emesse dal Ministère de l'Air il 13 luglio 1934. La specifica C1 fu pubblicata nel 1934 dal Service technique de l'aéronautique (STAé) e presumeva che il nuovo caccia fosse dotato di una cabina di pilotaggio chiusa, di carrello d'atterraggio retrattile e di ali dotate di flap. Modificato più volte, questo programma fu congelato il 16 novembre 1935, dando vita a due distinte categorie di velivoli, da caccia, leggeri con motore da 400 a 500 cavalli e pesanti con propulsore da 800 a 1 000 cavalli.
Al concorso per la sostituzione dei Dewoitine D.371 e Loire 46 allora in linea, e dei nuovi Dewoitine serie D.500-D.501 allora in fase di consegna ai reparti, parteciparono ben 11 progetti, ma solo sei, il biplano Blériot-SPAD S.710  e i monoplani Morane-Saulnier MS.405, Loire 250, Bloch MB 150, Dewoitine D.513 e Loire-Nieuport LN 160 ottennero ordini per la produzione di prototipi.
La Société anonyme Loire-Nieuport, derivata dalla fusione delle società Ateliers et Chantiers de la Loire e Société Nieuport-Astra avvenuta il 1º luglio 1935, presentò due distinti progetti, il Loire 250 e l’LN 160.
Progettato dagli ingegneri Mary e Dieudonné, il nuovo LN 160 corrispondeva pienamente alle specifiche del concorso: era dotato di una moderna struttura metallica, di ala bassa monoplana, cabina di pilotaggio chiusa e carrello retrattile. Per motorizzare la macchina fu previsto inizialmente il propulsore a 12 cilindri in linea, raffreddato a liquido, Hispano-Suiza HS-12Ycrs della potenza di 860 cavalli vapore (630 kW). Al momento dell'inizio della costruzione del primo prototipo il motore non era ancora disponibile, ed i progettisti adottarono il meno potente propulsore Hispano-Suiza HS-12Xcrs della potenza di appena 690 cavalli vapore (510 kW) azionante un'elica bipala a passo fisso. Il primo prototipo, designato Loire Nieuport LN 160 volò per la prima volta il 5 ottobre 1935.

## Descrizione tecnica
Aereo da caccia, monoplano di costruzione interamente metallica, in duralluminio con alcune parti in acciaio. La fusoliera monoscocca era caratterizzata dalla forma ellittica, mentre l’ala bassa, monolongherone, aveva forma trapezoidale, con estremità quadrate, ed era dotata di alettoni intelati suddivisi in due parti. Il carrello d'atterraggio era triciclo posteriore retrattile, con le gambe principali del carrello, posizionate alla metà delle semiali, rientranti per rotazione ad azionamento oleopneumatico verso l’interno. Il ruotino di coda era orientabile. Monoposto ad abitacolo chiuso, riscaldato, e dotato di radio ricetrasmittente.
Il velivolo era equipaggiato con un propulsore Hispano-Suiza 12Ycrs a 12 cilindri a V, raffreddato a liquido, erogante la potenza di 860 cavalli vapore (630 kW) a 4000 m, ed azionante un'elica tripala a passo variabile in volo. I due radiatori di raffreddamento del liquido era posizionati nella parte centrale dell'ala. La capacità carburante dei serbatoi era pari a 360 litri.
L'armamento si basava su un cannone Hispano-Suiza HS.404 da 20 mm, installato tra i banchi cilindri del motore, e sparante dal mozzo dell’elica, e su due mitragliatrici alari MAC 1934 cal. 7,5 mm.

## Impiego operativo

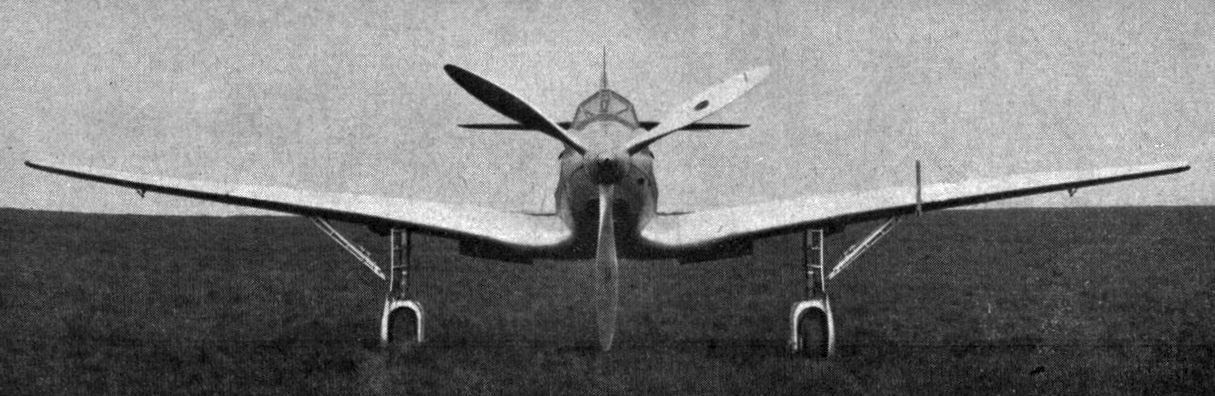
Il prototipo del Liore-Nieuport LN 161 fotografato sulla rivista L'Aérophile, 1º maggio 1938.

Quando l’Armée de l'air rese finalmente note le specifiche finali, il prototipo, dopo alcuni voli di prova, nel mese di novembre ritornò in fabbrica per ricevere le previste modifiche. Furono modificate la fusoliera, le ali e la cabina di pilotaggio e venne installato il previsto motore Hispano-Suiza HS-12Ycrs azionante una nuova elica tripala Hispano-Suiza a due passi, al posto della precedente bipala. Così modificato il velivolo fu ridesignato Loire-Nieuport LN 161.01 (o Ni-161) e volò per la prima volta nell’aprile del 1936. Dopo le prove effettuate al CEMA a partire dal 9 maggio successivo, l'Armée de l'Air mostrò grande interesse per il velivolo, che nelle prove si dimostrò superiore all’MS.406 e all’MB.151, ed ordinò alla Loire Nieuport la costruzione di tre prototipi e 30 esemplari di preserie.
Il 22 settembre il prototipo andò perso per un incidente di volo, durante le prove di tiro, causando la morte del collaudatore Coffinet. Il secondo velivolo, denominato LN 161.02, a causa dell'inclusione degli stabilimenti della Loire-Nieuport nella società statale Société nationale des constructions aéronautiques de l'ouest (SNCAO), avvenuta per decreto di nazionalizzazione del 16 gennaio 1937, venne designato SNCAO CAO-161. 
L'aereo effettuò il suo primo volo il 15 ottobre dello stesso anno, raggiungendo un'altezza di 4000 m ed una velocità massima di 478 km/h. Il secondo prototipo effettuò un atterraggio di emergenza il 12 gennaio 1938, e mentre il pilota collaudatore della ditta Lefèvre ne uscì illeso, l’aereo venne radiato a causa degli estesi danni riportati. La successiva inchiesta rivelò che il cattivo posizionamento dei radiatori, situati sotto l'ala, portò alla rottura di quest’ultima. 
Il terzo prototipo, designato LN 161.03, volò per la prima volta nel marzo 1938 dotato di un'elica Ratier a passo variabile in volo,  e cofanatura del propulsore ridisegnata, Tutti i prototipi andarono in volo senza armamento, previsto per essere installato solo nella versione di serie del caccia. La scelta definitiva del Morane-Saulnier MS-406C1 come caccia standard pose termine ad ogni ulteriore sviluppo della serie LN 161. Il successivo prototipo LN 161.04 fu demolito prima che fosse terminato, e l’ordine per 30 esemplari di preserie annullato. Il terzo prototipo, equipaggiato con un collettore di scarico Bronzavia fu tenuto a Cazaux per essere utilizzato come aereo di servizio. Tuttavia, l'esperienza maturata durante i lavori di costruzione degli aerei venne utilizzati dalla SNCAO per la costruzione del successivo caccia CAO-200, avvenuta nel 1939.

## Versioni
- LN 160: un prototipo dotato d propulsore Hispano-Suiza 12Xcrs a 12 cilindri a V, raffreddato a liquido, da 690 cavalli vapore (510 kW). Primo volo il 5 ottobre 1935.[3] Caratteristiche tecniche: motore Hispano-Suiza 12Xcrs a 12 cilindri a V, raffreddato a liquido, da 690 CV azionante un'elica bipala a passo fisso; apertura alare 10,80 m; lunghezza 8,80 m; 2,95 altezza  m; superficie alare 12,80 m²; peso totale 2196 kg; velocità massima 440 km/h, di crociera 396 km/h; autonomia 680 km; tangenza 10200 m. Armamento su 1 cannone Hispano-Suiza HS.9 da 20 mm e 2 mitragliatrici MAC 1934 due 7,5 mm.[3]
- LN 161: un prototipo realizzato per conversione dal precedente LN 160 e tre esemplari di preserie (uno non completato) dotati di propulsoreTesto in corsivo Hispano-Suiza 12Ycrs a 12 cilindri a V, raffreddato a liquido, da 860 cavalli vapore (630 kW). Primo volo nell'aprile 1936.

## Utilizzatori
Francia
- Armée de l'air

### Annotazioni
1. ↑  Le fonti non sono concordi nel citare la designazione del velivolo, talvolta, specie nelle fonti in lingua inglese indicato con il punto (LN.161), così come con un trattino (LN-161), in lingua francese, o con lo spazio (LN 161).
2. ↑  Allora ancora definito come Nieuport Ni-160 o 160.
3. ↑  Interessante è che nonostante la fusione vennero mantenuti due distinti uffici di progettazione e due separate fabbriche di produzione, una a Saint-Nazaire e una a Issy-les-Moulineaux. Questo portò alla paradossale situazione che, in parallelo con il modello LN 160 la stessa azienda sviluppò in competizione anche il caccia Loire 250.
4. ↑  La cellula era progettata per essere facilmente assemblata al fine di agevolarne la produzione in serie e la riparazione in caso di incidente o di danni riportati in combattimento.
5. ↑  Centre d'Essais de Matériels Aériens, tradotto letteralmente "Centro di Prova di Materiali Aerei".
6. ↑  Inoltre venne adottata una singola presa d’aria per il propulsore facendo registrare una velocità massima di 496 km/h.
7. ↑  Durante i test l’aereo raggiunse una quota di  8000 in 9 minuti, mentre l’MS-406 ce ne metteva 24.

### Periodici
- (FR) Le Liore-Nieuport 161, in L’Aérophile. La revue d’aéronautique la plus ancienne du monde, n. 11, Parigi, Blondel La Rougery, novembre 1937,  p. 253.